# Rörvik
Rörvik is een plaats in de gemeente Sävsjö in het landschap Småland en de provincie Jönköpings län in Zweden. De plaats heeft 555 inwoners (2005) en een oppervlakte van 93 hectare. Rörvik ligt in een heuvelachtig gebied, diverse meren waaronder een met de naam Stora Värmen

## Verkeer en vervoer
Bij de plaats loopt de Riksväg 30.